# Sindaci di Giugliano in Campania

Di seguito, la lista dei sindaci del comune di Giugliano in Campania e delle altre figure apicali equivalenti, che si sono susseguiti dall'abolizione dei feudi nel Regno di Napoli napoleonico avvenuta nel 1806, con la conseguente nascita delle amministrazioni comunali.

## Regno napoleonico di Napoli (1806-1815)
| Periodo    | Periodo     | Primo cittadino  | Partito | Carica  | Note |
| ---------- | ----------- | ---------------- | ------- | ------- | ---- |
| 1809       | 1810        | Pietro Micillo   |         | Sindaco |      |
| 1810       | 1811        | Orazio Porcelli  |         | Sindaco |      |
| 1812       | marzo 1813  | Orazio De Blasio |         | Sindaco |      |
| marzo 1813 | maggio 1815 | Gennaro Pianese  |         | Sindaco |      |

## Regno delle Due Sicilie (1816-1860)
| Periodo          | Periodo          | Primo cittadino       | Partito | Carica                           | Note                                                          |
| ---------------- | ---------------- | --------------------- | ------- | -------------------------------- | ------------------------------------------------------------- |
| maggio 1815      | 1816             | Gennaro Pianese       |         | Sindaco                          |                                                               |
| 1817             | 19 gennaio 1819  | Donato Di Martino     |         | Sindaco                          |                                                               |
| 20 gennaio 1819  | 18 gennaio 1822  | Giovanni Taglialatela |         | Sindaco                          | Supplente dal 21 febbraio al 29 marzo 1821: Michele Pirozzi   |
| 19 gennaio 1822  | 17 luglio 1825   | Marco Izzo            |         | Sindaco                          |                                                               |
| 21 luglio 1825   | 21 febbraio 1828 | Marco Pellegrino      |         | Sindaco                          |                                                               |
| 25 febbraio 1829 | 1833             | Fabio Marzano         |         | Sindaco                          | Supplente dal 1º ottobre al 30 novembre 1828: Gennaro Pianese |
| 1834             | 1836             | Antonio Santoro       |         | Sindaco                          |                                                               |
| 1837             | 1842             | Marco Micillo         |         | Sindaco                          |                                                               |
| 1843             | 24 maggio 1849   | Domenico Pirozzi      |         | Sindaco                          |                                                               |
| 25 maggio 1849   | 14 aprile 1852   | Saverio Taglialatela  |         | Sindaco                          |                                                               |
| 15 aprile 1852   | 25 novembre 1853 | Emilio Del Pezzo      |         | Sindaco                          |                                                               |
| 28 novembre 1853 | 1854             | Carlo Pianese         |         | 2° eletto funzionante da sindaco | [ 4 ]                                                         |
| 1855             | 19 marzo 1855    | Carlo Pianese         |         | Sindaco                          |                                                               |
| 20 marzo 1855    | 17 luglio 1858   | Domenico Pirozzi      |         | Sindaco                          |                                                               |
| 18 luglio 1858   | 1859             | Alessio Di Marino     |         | 2° eletto                        | [ 4 ]                                                         |
| 1859             | 29 luglio 1860   | Domenico Pirozzi      |         | Sindaco                          |                                                               |

## Regno d'Italia (1861-1946)
| Periodo          | Periodo          | Primo cittadino           | Partito | Carica                                       | Note |
| ---------------- | ---------------- | ------------------------- | ------- | -------------------------------------------- | --- |
| 9 agosto 1860    | 31 maggio 1864   | Felice Pianese            |         | Sindaco                                      | |
| 1º giugno 1864   | 21 marzo 1867    | Giovanni Di Martino       |         | Sindaco                                      | Supplente dal 1° al 13 giugno 1864: Marco Micillo (Assessore anziano)                                                                       |
| 23 marzo 1867    | 13 agosto 1868   | Felice Pianese            |         | Sindaco                                      | |
| 14 agosto 1868   | 18 ottobre 1868  | Marco Miccillo            |         | Sindaco                                      | |
| 19 ottobre 1868  | 28 gennaio 1870  | Felice Pianese            |         | Sindaco                                      | |
| 29 gennaio 1870  | 10 dicembre 1871 | Saverio Cerqua            |         | Sindaco                                      | Supplente dal 1° al 28 settembre 1871, dal 1º gennaio al 13 febbraio 1872 e dal 7 al 14 aprile 1873: Francesco Porcelli (Assessore anziano) |
| 16 aprile 1873   | 1885             | Aniello Palumbo           |         | Sindaco                                      | [ 5 ] |
| 21 febbraio 1885 | 1896             | Francesco Palumbo         |         | Sindaco                                      | Deceduto in carica |
| 4 novembre 1897  | 9 ottobre 1898   | Paolo Sarnelli            |         | Pro Sindaco defunto                          | [ 4 ] |
| 13 ottobre 1898  | 17 novembre 1910 | Pasquale Palumbo          |         | Sindaco                                      | |
| 17 novembre 1910 | 2 marzo 1911     | Diego Molfese             | -       | Commissario prefettizio                      | |
| 16 marzo 1911    | 27 aprile 1911   | Giovanni Battista Masfara | -       | Commissario prefettizio                      | |
| 8 maggio 1911    | 1º marzo 1913    | Crescenzo De Carlo        |         | Sindaco                                      | |
| 1º marzo 1913    | 4 dicembre 1913  | Claudio Alberti           | -       | Commissario prefettizio                      | |
| 11 dicembre 1913 | 8 luglio 1914    | Pasquale Somma            | -       | Commissario prefettizio                      | |
| 15 luglio 1914   | 17 giugno 1915   | Giuliano Taglialatela     |         | Sindaco                                      | Deceduto in carica |
| 10 luglio 1915   | 10 febbraio 1916 | Domenico Cante            |         | Assessore anziano per il sindaco deceduto    | [ 4 ] |
| 10 febbraio 1916 | 8 giugno 1916    | Agostino Taglialatela     |         | Assessore funzionante per il Sindaco infermo | [ 4 ] |
| 8 giugno 1916    | 10 aprile 1920   | Luigi Sarnelli            |         | Sindaco                                      | |
| 15 aprile 1920   | 13 maggio 1920   | Diego Molfese             | -       | Commissario prefettizio                      | |
| 13 maggio 1920   | 28 ottobre 1920  | Giovanni Testa            | -       | Commissario prefettizio                      | |
| 30 ottobre 1920  | 26 ottobre 1922  | Antonio Palumbo           |         | Sindaco                                      | Dimissionario per non aderire al PNF |

### Periodo fascista
| Periodo          | Periodo          | Primo cittadino            | Partito | Carica                  | Note  |
| ---------------- | ---------------- | -------------------------- | ------- | ----------------------- | ----- |
| 2 novembre 1922  | 14 febbraio 1924 | Gaetano De Blasio          | -       | Commissario prefettizio | [ 6 ] |
| 14 febbraio 1924 | 11 giugno 1927   | Giuliano Taglialatela      |         | Sindaco                 |       |
| 18 giugno 1927   | 23 marzo 1931    | Domenico Micillo           | PNF     | Podestà                 |       |
| 8 aprile 1931    | 8 gennaio 1932   | Mario De Riso Di Carpinone | -       | Commissario prefettizio |       |
| 21 gennaio 1932  | 16 marzo 1940    | Giuliano Taglialatela      | PNF     | Podestà                 |       |
| 16 marzo 1940    | 24 agosto 1942   | Fabrizio Cicala            | -       | Commissario prefettizio | [ 7 ] |
| 28 agosto 1942   | 31 ottobre 1942  | Feliciano Ciccarelli       | -       | Commissario prefettizio |       |
| 1º novembre 1942 | 11 novembre 1943 | Giuseppe Aprile            | PNF     | Podestà                 | [ 8 ] |

### Periodo costituzionale transitorio
| Periodo           | Periodo           | Primo cittadino     | Partito | Carica                  | Note                                           |
| ----------------- | ----------------- | ------------------- | ------- | ----------------------- | ---------------------------------------------- |
| 4 ottobre 1943    | 16 novembre 1943  | -                   | -       | assente                 | Gestione Anglo-Americana                       |
| 16 novembre 1943  | 12 settembre 1944 | Antonio Palumbo     | -       | Commissario prefettizio | CLN                                            |
| 23 settembre 1944 | 19 gennaio 1945   | Lorenzo Felepone    | -       | Commissario prefettizio | CLN                                            |
| 22 gennaio 1945   | 19 maggio 1945    | Pasquale Canta      | -       | Commissario prefettizio | CLN                                            |
| 2 giugno 1945     | 24 settembre 1945 | Roberto Cardarella  | -       | Commissario prefettizio | CLN                                            |
| 1º ottobre 1945   | 27 ottobre 1946   | Nicola Taglialatela |         | Sindaco                 | Acclamato dal popolo e confermato dal Prefetto |

## Repubblica Italiana
| Periodo           | Periodo           | Primo cittadino      | Partito | Carica                                          | Note                                               |
| ----------------- | ----------------- | -------------------- | ------- | ----------------------------------------------- | -------------------------------------------------- |
| 27 ottobre 1946   | 20 marzo 1948     | Francesco Frezza     | PCI     | Sindaco                                         | Deceduto in carica                                 |
| 5 aprile 1948     | 26 giugno 1948    | Antonio Cuozzo       | PCI     | Sindaco facente funzioni (ex assessore anziano) |                                                    |
| 28 giugno 1948    | 18 gennaio 1950   | Aniello Morlando     | PSI     | Sindaco                                         | Dimissionario                                      |
| 3 febbraio 1950   | 3 marzo 1950      | Antonio Cuozzo       | PCI     | Sindaco facente funzioni (ex assessore anziano) |                                                    |
| 3 marzo 1950      | 3 febbraio 1958   | Raffaele Di Nardo    | PSI     | Sindaco                                         | Dimissionario perché eletto Deputato al Parlamento |
| 21 aprile 1958    | 4 dicembre 1959   | Alberto Taglialatela | DC      | Sindaco                                         | Consiglio sciolto per mancanza di una maggioranza  |
| 4 dicembre 1959   | 14 gennaio 1961   | Aurelio Grasso       | -       | Commissario prefettizio                         |                                                    |
| 14 gennaio 1961   | 25 febbraio 1965  | Francesco Granata    | DC      | Sindaco                                         |                                                    |
| 25 febbraio 1965  | 23 settembre 1967 | Francesco Pianese    | PSI     | Sindaco                                         |                                                    |
| 23 settembre 1967 | 12 settembre 1970 | Giacomo Mallardo     | PCI     | Sindaco                                         |                                                    |
| 12 settembre 1970 | 12 febbraio 1972  | Andrea Mario Maisto  | DC      | Sindaco                                         | Consiglio sciolto per mancanza di una maggioranza  |
| 12 febbraio 1972  | 7 agosto 1973     | Carlo Lessona        | -       | Commissario prefettizio                         |                                                    |
| 7 agosto 1973     | 23 luglio 1976    | Giacomo Mallardo     | PCI     | Sindaco                                         | Dimissionario                                      |
| 23 luglio 1976    | 11 settembre 1978 | Francesco Pianese    | PSI     | Sindaco                                         |                                                    |
| 11 settembre 1978 | 20 ottobre 1980   | Giuliano Granata     | DC      | Sindaco                                         |                                                    |
| 20 ottobre 1980   | 3 dicembre 1981   | Andrea Mario Maisto  | DC      | Sindaco                                         |                                                    |
| 3 dicembre 1981   | 17 gennaio 1983   | Giuliano Granata     | DC      | Sindaco                                         |                                                    |
| 31 gennaio 1983   | 12 ottobre 1983   | Giovanni Pianese     | DC      | Sindaco                                         |                                                    |
| 12 ottobre 1983   | 14 febbraio 1984  | Giacomo Mallardo     | PCI     | Sindaco                                         | Dimissionario                                      |
| 14 febbraio 1984  | 10 febbraio 1992  | Giovanni Pianese     | DC      | Sindaco                                         | Dimissionario perché eletto Consigliere Regionale  |
| 10 febbraio 1992  | 19 luglio 1993    | Pasquale Basile      | PSDI    | Sindaco                                         |                                                    |

### Elezione diretta del sindaco (dal 1993)
| Nominativo                                                                     | Partito        | Partito      | Coalizione     | Coalizione                              | Mandato          | Mandato          | Note |
| Nominativo                                                                     | Partito        | Partito      | Coalizione     | Coalizione                              | Inizio           | Fine             | Note |
| ------------------------------------------------------------------------------ | -------------- | ------------ | -------------- | --------------------------------------- | ---------------- | ---------------- | --- |
| Giacomo Gerlini                                                                |                | PDS          |                | PDS-PRC-PSI                             | 19 luglio 1993   | 8 marzo 1995     | Sospeso per riesame dei dati elettorali dal 19 settembre al 30 dicembre 1993. Consiglio Comunale sospeso per mancanza di una maggioranza |
| Fiamma Spena (Commissario prefettizio)                                         | –              | –            | –              | –                                       | 9 marzo 1995     | 14 aprile 1995   | |
| Giacomo Gerlini                                                                |                | PDS          |                | PDS-PRC-PSI                             | 14 aprile 1995   | 26 maggio 1997   | Consiglio Comunale ricostituito, Eletto per due consiliature.                                                                            |
| Giacomo Gerlini                                                                | 26 maggio 1997 | PDS          | 17 maggio 2001 | PDS-PRC-PSI                             |                  |                  | Consiglio Comunale ricostituito, Eletto per due consiliature.                                                                            |
| Antonio Castaldo                                                               |                | FI           |                | FI-DE-AN- CCD-DC-FT                     | 17 maggio 2001   | 24 giugno 2002   | |
| Bruno Pezzuto (Commissario prefettizio)                                        | –              | –            | –              | –                                       | 24 giugno 2002   | 28 maggio 2003   | Consiglio Comunale sciolto per mancanza di una maggioranza                                                                               |
| Francesco Taglialatela                                                         |                | DS           |                | DS-DL-SDI- Verdi-PRC- UDEUR-IdV         | 28 maggio 2003   | 18 aprile 2008   | [ 12 ] |
| Giovanni Pianese                                                               |                | PdL          |                | PdL-Nuovo PSI- UDEUR-FT- Centro-Civiche | 18 aprile 2008   | 30 ottobre 2012  | Dimissionario |
| Maurizio Vallante, Giuseppe Ranieri, Luigia Sorrentino (Commissari prefettizi) | –              | –            | –              | –                                       | 30 ottobre 2012  | 10 maggio 2013   | In sostituzione del sindaco |
| Giuseppe Guetta, Fabio Giombini, Luigi Colucci (Commissione straordinaria)     | –              | –            | –              | –                                       | 10 maggio 2013   | 18 giugno 2015   | Consiglio Comunale sciolto per infiltrazioni della Camorra                                                                               |
| Antonio Poziello                                                               |                | Lista civica |                | FdV-NCD- PSI-Civiche                    | 18 giugno 2015   | 10 febbraio 2020 | [ 17 ] |
| Umberto Cimmino (Commissario prefettizio)                                      | –              | –            | –              | –                                       | 10 febbraio 2020 | 5 ottobre 2020   | Consiglio comunale sciolto per mancanza di una maggioranza                                                                               |
| Nicola Pirozzi                                                                 |                | PD           |                | PD-M5S-Civiche                          | 5 ottobre 2020   | 22 febbraio 2025 | [ 19 ] |
| Carmine Valente (Commissario prefettizio)                                      | –              | –            | –              | –                                       | 22 febbraio 2025 | 11 giugno 2025   | Consiglio comunale sospeso in seguito alle dimissioni della maggioranza dei consiglieri                                                  |
| Diego Nicola D'Alterio                                                         |                | PD           |                | PD-Azione-Italia Viva-Civiche           | 11 giugno 2025   | In carica        | [ 21 ] [ 22 ] |